# TSC-Stadion an der Flora
Das TSC-Stadion an der Flora war ein Fußballstadion mit Leichtathletikanlage in der nordrhein-westfälischen Großstadt Dortmund. Heute spielt im Stadion die Hockeyabteilung des TSC. 

## Lage und Ausstattung
Das Stadion liegt im Dortmunder Stadtbezirk Innenstadt-West zwischen der Ardeystraßen und der Ruhrallee. Es gehört zum TSC-Sportzentrum. Die Spielfläche ist von einer Aschenlaufbahn umgeben. Das Fassungsvermögen des Stadions liegt bei etwa 3000 Plätzen. Sowohl auf der Haupt- als auch auf der Gegentribüne gibt es kleine Sitzplatzbereiche. Westlich des Stadions befindet sich ein Nebenplatz mit Kunstrasen sowie zwei weitere Nebenplätze. 

## Geschichte

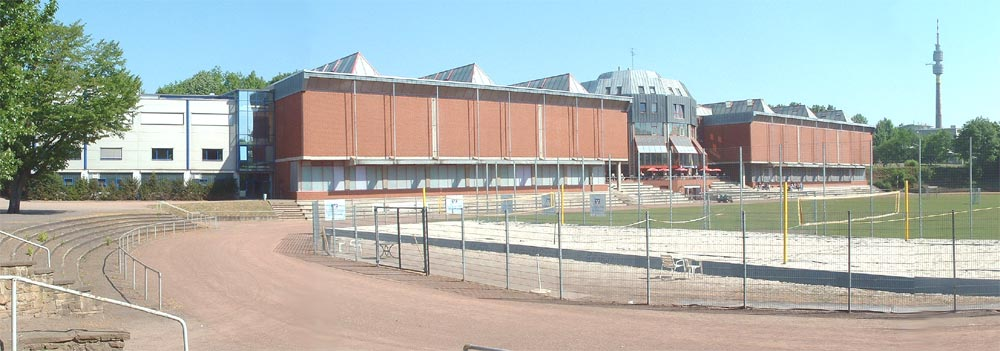
Sportzentrum vor der Renovierung 2017

Im Jahre 1953 erhielt der damalige Dortmunder SC 95 das etwa 40.000 Quadratmeter große Gelände von der Stadt Dortmund zugewiesen. Dieses Gelände wurde zunächst vom Verein gepachtet und ging später in den Besitz des Vereins. Innerhalb eines Jahres wurde das Stadion fertiggestellt. Die Zuschauerkapazität lag ursprünglich bei 8.000 Plätzen. Der Dortmunder SC 95 sicherte sich im Jahre 1956 die Westfalenmeisterschaft und stieg in die seinerzeit zweitklassige II. Division West auf. 1963 verpasste der Verein die Qualifikation für die neu geschaffene Regionalliga West und rutschte in den Amateurbereich ab. 1969 fusionierte der DSC mit dem TuS Eintracht Dortmund zum TSC Eintracht Dortmund. Gleichzeitig wurde aus dem DSC-Stadion an der Flora das TSC-Stadion an der Flora. Sportlich kamen die Fußballer des TSC Eintracht nicht mehr über die Landesliga hinaus.